# Христо Николов (баскетболист)
Вижте пояснителната страница за други личности с името Христо Николов.
Христо Янчев Николов, известен още и с псевдонима Гларуса, е български баскетболист, както и капитан на българския национален отбор.

### Кариера
През 2014 – 2015 се състезава за „Юнион Олимпия“ (KK Olimpija), Любляна от Висшата лига по баскетбол на Словения (Premier A Slovenian Basketball).
Крилото играе за полския „Стал Остров“, състезаващ се в мъжкото баскетболно първенство на Полша.
Започвайки от 2002 г., играе в баскетболните клубове: ЦСКА (София), „Лукойл Академик“ (София), „Стяуа“ (Букурещ), „Солноки Олай“ (Солнок), „У БТ“ (Клуж-Напока), „Елан Беарнез По-Лак-Ортез“ (По).